# Gemmula webberae
Gemmula webberae é uma espécie de gastrópode do gênero Gemmula, pertencente a família Turridae.